# Halo: The Master Chief Collection
Halo: The Master Chief Collection è una raccolta di videogiochi sparatutto in prima persona della serie di Halo, originariamente pubblicata nel novembre 2014 per Xbox One e in seguito su Microsoft Windows nel 2019 e nel 2020. Nel novembre di quest'ultimo anno è stata resa disponibile una versione migliorata e specifica per Xbox Series X e Series S. La raccolta è stata sviluppata da 343 Industries in collaborazione con altri studi ed è stata pubblicata da Xbox Game Studios. La raccolta include Halo: Combat Evolved Anniversary, Halo 2: Anniversary, Halo 3, Halo 3: ODST, Halo: Reach e Halo 4, originariamente usciti su piattaforme Xbox precedenti.
Ogni gioco aggiunto alla Master Chief Collection ha ricevuto un aggiornamento grafico, con Halo 2 che è stato sottoposto a una riprogettazione completa di alta definizione dell'audio e dei filmati, in esclusiva per la raccolta, per celebrare il suo decimo anniversario. Il gioco include l'accesso alla serie live action Halo: Nightfall e la versione beta del multiplayer di Halo 5: Guardians disponibile per un periodo di tempo limitato. Il multiplayer della raccolta include ogni mappa originariamente prodotta su ognuno dei giochi, incluse sei mappe di Halo 2 rifatte da zero.
Al momento del lancio, i critici hanno generalmente elogiato la Master Chief Collection per l'audio e la grafica aggiornati, nonché per la quantità di contenuti, ricevendo però delle critiche con riferimento al multigiocatore a causa di un numero significativo di bug e della scarsa cura dedicata al matchmaking. Molti di questi problemi tecnici sono stati successivamente risolti nelle patch emesse in seguito alla messa in commercio del videogame.

## Modalità di gioco
La Master Chief Collection originariamente consisteva in Halo: Combat Evolved Anniversary, Halo 2 Anniversary, Halo 3 e Halo 4, con tanto di catalogo completo di extra, tra cui tutte le mappe delle modalità multigiocatore e le modalità di gioco. Non furono effettuare delle modifiche alle campagne o al gameplay delle versioni originali. I giochi sono degli sparatutto in prima persona, con delle eccezioni nei combattimenti tra veicoli che si svolgono da una prospettiva in terza persona. Ogni campagna ha quattro livelli di difficoltà e l'accesso a modificatori di gioco noti come "Teschi".
Tutte le campagne possono essere giocate in solitaria o in cooperativa tramite schermo condiviso o Xbox Live su Xbox One e Series X/S. La versione di Microsoft Windows non dispone della funzionalità dello schermo condiviso, ma può essere giocata online in modo cooperativo con gli amici di Steam e gli amici di Xbox.
Come in Combat Evolved Anniversary, i giocatori di Halo 2 possono passare dalla grafica originale a quella aggiornata semplicemente premendo un pulsante del joystick. Le aggiunte alla modalità campagna di Halo 2 includono i "Terminali" e nuovi filmati di prologo ed epilogo per collegare la serie al debutto di Halo 5. Poiché solo sei delle mappe multiplayer del gioco sono state rimasterizzate, esistono due modalità multiplayer Halo 2. La modalità multiplayer di Halo 2 Anniversary utilizza le sei mappe rimasterizzate, mentre quella tradizionale di Halo 2 include tutte le mappe edite sul gioco originale con un aggiornamento grafico completo ma nessuna rimasterizzazione. Il multiplayer del videogioco include svariate missioni ed elenchi curati di livelli selezionati da tutta la serie.
Il menu Extra include l'accesso alla serie di video live-action Halo: Nightfall e alla versione beta del multiplayer di Halo 5: Guardians, fino a quando non andò rimosso prima della messa in commercio del titolo appena menzionato. La raccolta di giochi presenta nuovi obiettivi Xbox da sbloccare e tutte le modalità di difficoltà e di gioco sono sbloccate dall'inizio. Il gioco è stato lanciato con un totale di 4.000 Gamerscore distribuiti su 400 obiettivi, poi estesi fino a 800.

## Sviluppo
Il capo dello studio della 343 Industries Bonnie Ross effettuò delle sollecitazioni affinché Halo 4 rappresentasse un titolo di punta per Xbox One, ma questo uscì nel 2012 per Xbox 360. Tale tempistica lasciò un vuoto nei piani di messa in commercio previsti tra Halo 4 e Halo 5. Avendo precedentemente sviluppato Halo: Combat Evolved Anniversary per il decimo anniversario di Combat Evolved, il progetto iniziale era quello di rendere disponibile un lavoro simile con il titolo di Halo 2 Anniversary entro i primi anni del ciclo di vita della nuova console.
La raccolta venne sviluppata dalla 343 Industries, dalla Certain Affinity e dalla Saber Interactive, con dell'assistenza ulteriore fornita dalla United Front Games e un nuovo filmato prodotto dalla Blur Studio. Dopo l'annuncio della Master Chief Collection all'Electronic Entertainment Expo 2014, Phil Spencer, capo della divisione Xbox di Microsoft, dichiarò che la collezione era partita in origine soltanto come una rimasterizzazione di Halo 2 allo scopo di celebrare il suo decimo anniversario. La 343 Industries immaginò che sarebbe stata una grande opportunità per ripubblicare gli altri principali titoli di Halo sulla Xbox One in vista dell'uscita nel 2015 di Halo 5: Guardians. Tutti i capitoli della raccolta girano a 60 frame al secondo e vi sono state anche delle modifiche per quanto riguarda l'illuminazione; eccezion fatta per il remake di Halo 2, ogni titolo della saga ha una risoluzione pari a 1080p. Il 18 ottobre 2014, un aggiornamento relativo al gioco lo dichiarava a ottimo punto per la duplicazione e la messa in commercio.
Combat Evolved Anniversary si basa sulla versione rimasterizzata ad alta definizione del gioco originale pubblicato nel 2011 per Xbox 360. Le funzioni per Kinect presenti nella copia per Xbox 360 non sono state trasposte e rese accessibili nel prodotto per Xbox One. Le funzionalità 3D stereoscopiche della versione Xbox 360 non sono supportate nella raccolta Xbox One. La Ruffian Games provvide allo sviluppo dei port per Halo 3 e Halo 4. Questi ultimi ricevettero soltanto un semplice aggiornamento dell'illuminazione e aumento sia della frequenza dei fotogrammi che in termini di resa grafica. La 343 Industries si preoccupò di progettare le interfacce e il networking online, mentre la United Front Games si concentrò sull'interfaccia unificata che avrebbe poi operato su tutti i giochi. In concomitanza con il rilascio della Master Chief Collection, 343 Industries sviluppò Halo Channel, un'applicazione funzionante per Xbox One e Windows. Si trattò nella sostanza di un'erede dell'app Halo Waypoint rilasciata su Xbox 360. L'app Xbox One risulta direttamente integrata con la raccolta, consentendo ai giocatori di accedere alle animazioni Halo: Nightfall e ai "Terminali", oltre che sbloccare ricompense per il gioco; il suo utilizzo non interrompe l'esecuzione del videogame, che continua dunque a operare in background. In seguito, essa è stata resa disponibile per iOS e Android.

### Halo 2: Anniversary

Fotogramma tratto dalla campagna di Halo 2 Anniversary in versione rimasterizzata

La Sabre Interactive, che cooperò nello sviluppo di Combat Evolved Anniversary, collaborò anche al remake della campagna di Halo 2, che in termini di impatto visivo ricevette una completa rivisitazione. Allo stesso modo, la colonna sonora del gioco, gli effetti sonori e l'audio delle armi subirono un aggiornamento. La grafica assai più convincente dei filmati di Halo 2, così come due nuove sequenze video create per completare la trama di Halo 5: Guardians, furono prodotte dalla Blur Studio. Le clip presentano la stessa struttura e durata di quelle originali, con la tecnologia del motion capture utilizzata per ammissione degli stessi creatori durante il processo di animazione.
I "terminali", una funzionalità introdotta per la prima volta in Halo 3, hanno fatto la loro comparsa pure nella campagna di Halo 2: Anniversary. Il loro scopo era creare un «tessuto connettivo» per le storie all'interno dell'universo della saga di Halo, concentrandosi sulla relazione tra le diverse razze all'interno dei Covenant e ripercorrendo con una lente di ingrandimento più ampia gli eventi descritti in Halo 2. I terminali funsero inoltre da opportunità per la 343 Industries di presentare lo Spartan Locke, uno dei personaggio principali di Halo 5: Guardians. Lo studio di effetti visivi The Sequence Group collaborò con 343 Industries per realizzare le sequenze animate; il gruppo aveva precedentemente eseguito un lavoro simile in Combat Evolved Anniversary e Halo 4. Così come in lingua originale, anche nella versione italiana i doppiatori che avevano prestato la loro voce per l'Arbiter, lo Spartan Locke e altri personaggi in opere passate rivestirono i panni dei ruoli già interpretati.
Una volta che il progetto Halo 2: Anniversary ricevette il via libera, il produttore esecutivo Dan Ayoub di 343 Industries contattò Max Hoberman di Certain Affinity per ricevere assistenza sulla componente multigiocatore. Hoberman aveva progettato il meccanismo originale di quella modalità in Halo 2 e aveva fondato la Certain Affinity dopo aver lasciato la Bungie nel 2006. Il ricorso a quest'ultima azienda si concentrò soprattutto sul rifacimento di molte delle mappe multiplayer di Halo 2. Il gruppo di lavoro affrontò delle difficoltà nel decidere quante delle 24 mappe originali riprogettare e alla fine optò per sei di esse: due piccole, due medio e due grandi, allo scopo di fornire qualche variazione per gli utenti.
Come anticipato, di pari passo con gli aggiornamenti grafici, la colonna sonora di Halo 2 fu registrata una seconda volta con la San Francisco Symphony presso lo studio Skywalker Sound. Il chitarrista Steve Vai tornò a fornire le sue prestazioni per il franchise allo scopo di suonare delle tracce aggiuntive al fianco del chitarrista dei Periphery Misha Mansoor. La colonna sonora di Halo 2: Anniversary andò pubblicata l'11 novembre 2014.

## Distribuzione
Il 9 giugno 2014 ebbe luogo l'annuncio ufficiale di Halo: The Master Chief Collection in concomitanza dell'Electronic Entertainment Expo, con un trailer intitolato "Hunter and the Hunted". Il trailer fu curato dalla società di animazione Digital Domain, che aveva precedentemente collaborato ad altri spot pubblicitari di Halo. Il filmato rivive una delle scene iniziali di Halo 2, in cui Master Chief conduce una bomba all'interno di una nave Covenant. La voce narrante in lingua originale è Keith David, il quale presta la voce all'Arbiter. Diversi altri trailer iniziarono a fare la loro comparsa sui canali ufficiali prima del giorno del lancio, in cui si mostravano i filmati e i terminali aggiornati presenti in Halo 2: Anniversary e il gameplay di tutti i titoli della raccolta. Il 31 ottobre 2014, la 343 Industries condivise sui suoi canali social un documentario, intitolato Remake the Legend – Halo 2: Anniversary, volto a raccontare la storia di Halo 2 e lo sviluppo di Halo 2: Anniversary, con tanto di interviste agli sviluppatori Bungie e 343 Industries. Il documentario è stato inizialmente trasmesso su Twitch e successivamente reso disponibile su Halo Channel, Xbox Video e YouTube.
Nell'agosto 2014, il rivenditore britannico Game rivelò le due edizioni speciali della Master Chief Collection che sarebbero state messe in commercio. La prima, l'edizione limitata, include una custodia in acciaio, un libro mappa e dei contenuti personalizzabili aggiuntivi all'interno del videogioco, mentre l'edizione Mjolnir include, oltre ai contenuti appena esposti, una statuetta di 30 cm di Master Chief. Nell'ottobre 2014, Microsoft annunciò un bundle Xbox One speciale di colore bianco della Master Chief Collection per il Brasile e altri «mercati selezionati». Un secondo bundle Xbox One, di colore nero e contenente la raccolta, venne annunciato in coincidenza con la messa in commercio negli Stati Uniti nel mese di marzo 2015.
La raccolta uscì in tutto il mondo nel novembre del 2014. La 343 Industries confermò che sarebbe stata resa disponibile per il download da Xbox Games Store in coincidenza con l'inizio delle vendite nei negozi fisici. Coloro che avevano preordinato digitalmente una copia tramite l'Xbox Games Store il 6 novembre 2014 dovettero installare una patch da 15 gigabyte. Gli utenti che avevano effettuato il preordine digitalmente ottennero altresì l'accesso anticipato al teschio "Boom", raddoppia gli effetti fisici delle esplosioni nella campagna di Halo: Combat Evolved e Halo 2; tutti gli altri consumatori poterono trovarlo sulla propria copia il 12 dicembre 2014.

## Post-distribuzione
Al momento del lancio, molti giocatori sperimentarono delle problematiche nelle modalità matchmaking online, circostanza che costrinse la 343 Industries a provvedere alla risoluzione delle increspature tramite numerosi aggiornamenti. Il 24 novembre 2014, Bonnie Ross, capo di 343 Industries, si scusò pubblicamente, sottolineando come «sul fronte del matchmaking abbiamo incontrato problemi inaspettati e assenti nei nostri test interni che hanno causato un'esperienza frustrante per i giocatori e un matchmaking lento e poco efficace», oltre che svariati bug minori. Il 19 dicembre 2014, Microsoft comunicò, nella speranza di porre fine alle lamentele, che avrebbe concesso un mese gratuito di Xbox Live Gold (l'abbonamento a pagamento disponibile per la console che consente l'accesso a facoltà esclusive), uno speciale avatar e un titolo, così come la possibilità di scaricare gratuitamente la campagna di Halo 3: ODST per coloro che avevano riprodotto il gioco tra il momento del lancio e il 19 dicembre 2014. La modalità campagna di ODST divenne accessibile al pubblico il 30 maggio 2015 e, con essa, 100 obiettivi aggiuntivi. Agli altri utenti si comunicò la possibilità di scaricarlo separatamente, malgrado essi non avrebbero beneficiato di un codice gratuito e avrebbero dovuto pagare 10,99 € in caso di volontà di compiere l'acquisto.
Le Spartan Ops, il contenuto sotto forma di episodi proposto su Halo 4, apparì come contenuto scaricabile in modo gratuito per la Master Chief Collection il 22 dicembre 2014. Degli ulteriori contenuti relativi alle Spartan Ops e alla modalità multiplayer videro la luce l'8 gennaio 2015.
Halo: Nightfall, una serie di video digitali settimanali suddivisa in episodi diretti da Sergio Mimica-Gezzan e prodotti da Ridley Scott, fu lanciata subito dopo l'uscita della raccolta. La serie venne concepita per collegare le storie dei precedenti giochi di Halo all'imminente arrivo di Halo 5 sul mercato. La beta di Halo 5 andò lanciata il 29 dicembre 2014 e fino al 18 gennaio 2015.
Con l'uscita della Master Chief Collection, la Microsoft e la 343 Industries annunciarono un campionato ufficiale esport, la Halo Championship Series (HCS). La 343 Industries collaborò con la Electronic Sports League, la piattaforma in live streaming Twitch e altri organizzatori di tornei al fine di promuovere la comunità multiplayer competitiva in Halo. La prima stagione di HCS, incentrata sul multiplayer di Halo 2: Anniversary, cominciò nel novembre del 2014 e proseguì fino a marzo del 2015. Essa funse, per così dire, da banco di prova per idee e piani futuri che la 343 Industries aveva per gli eventi eSport in Halo 5.
Nell'aprile 2018, si annunciò il programma MCC Insider allo scopo di testare le imminenti modifiche alla Master Chief Collection, in particolare i vari miglioramenti alla sua interfaccia e alle sue modalità multiplayer. Come parte delle varie modifiche, la 343 Industries introdusse delle patch per riportare in vita il noto glitch della versione originale di Halo 2 per Xbox noto come "sword butterfly" nella storia principale. Questo inserimento generò un maggiore interesse per quanto riguardava lo svolgimento della campagna in speedrun sulla versione della MCC. Il 27 agosto 2018, le modifiche risultarono estese a tutti i giocatori.
Nell'agosto 2020, la 343 Industries dichiarò che sarebbe stata resa disponibile la facoltà di giocare in crossplay, ovvero tramite piattaforme diverse, su Xbox e PC entro la fine del 2020. L'opzione crossplay è stata resa disponibile con l'uscita del gioco finale nella raccolta il 17 novembre 2020.

### Versione Microsoft Windows
Il 12 marzo 2019, dopo una serie di anticipazioni, la Xbox Game Studios riferì in live streaming su Inside Xbox che la Master Chief Collection sarebbe approdata su Windows tramite la piattaforma di distribuzione digitale Steam oltre a Microsoft Store. La Splash Damage e la Ruffian Games fornirono assistenza alla 343 Industries nello sviluppo del processo di trasposizione. La Xbox Game Studios si pose come obiettivo quello di lanciare i singoli giochi della raccolta separatamente, partendo con Halo: Reach e poi procedendo cronologicamente da Combat Evolved in poi. A seguito di questo annuncio, gli uffici di 343 Industries a Redmond, sede centrale dell'azienda nello stato statunitense del Washington, andarono subissati da ordini di consegna di pizza da parte di utenti anonimi, in particolare da Reddit.
La raccolta approdò su Steam e sul Microsoft Store il 3 dicembre 2019. Benché Halo: Reach fosse l'unico titolo riproducibile al momento del lancio, i capitoli successivi divennero disponibili l'anno successivo. La 343 Industries aveva deciso di rendere giocabile la collezione su PC prima del lancio di Halo Infinite nel 2021. A una simile strategia i programmatori tennero fede rendendo scaricabile la versione PC di Halo 4 il 17 novembre 2020.
| Titolo                           | Data di lancio    |
| -------------------------------- | ----------------- |
| Halo: Reach                      | 3 dicembre 2019   |
| Halo: Combat Evolved Anniversary | 3 marzo 2020      |
| Halo 2: Anniversary              | 12 maggio 2020    |
| Halo 3                           | 14 luglio 2020    |
| Halo 3: ODST                     | 22 settembre 2020 |
| Halo 4                           | 17 novembre 2020  |

### Versione Xbox Series X|S
Un'edizione più aggiornata della versione per console della raccolta venne annunciata il 17 novembre 2020 per Xbox Series X e Series S. Essa presenta varie migliorie grafiche e tecniche, incluse alcune funzionalità introdotte con la versione PC, come la variabile del campo di visione e funzionante a 120 FPS sia in modalità giocatore singolo che multiplayer, con tanto di supporto per la risoluzione in 4K su Xbox Series X. I giocatori possono anche giocare tramite console diverse, ossia sia su Xbox Series X|S sia su Xbox One.

## Accoglienza
| Testata         | Giudizio                    |
| --------------- | --------------------------- |
| Metacritic      | 85/100                      |
| Eurogamer       | 9/10                        |
| GI              | 9,25/10                     |
| GameSpot        | 6/10                        |
| IGN             | 9/10 (Xbox One) 9.5/10 (PC) |
| Polygon         | 8/10                        |
| Trusted Reviews | 9/10                        |

Halo: The Master Chief Collection ha ricevuto delle recensioni generalmente positive. Il sito web di recensioni aggregate Metacritic gli ha assegnato un punteggio di 85 su 100 sulla base della valutazione di 69 critici. I giudizi favorevoli si sono concentrati soprattutto sulla grafica, sulla frequenza dei fotogrammi e sul contenuto incluso nel prodotto, criticando però i consistenti problemi nel matchmaking che di fatto impedirono ai consumatori di giocare in modalità multiplayer online il giorno dell'uscita.
Le problematiche di tipo tecnico hanno influenzato profondamente l'esperienza online del gioco. Paul Tassi, per conto di Forbes, ha scritto che il prodotto, al momento della sua messa in commercio, «era completamente ingiocabile» e, malgrado i miglioramenti apportati, «potrebbe benissimo trattarsi della peggiore uscita di un gioco di punta nell'ultimo decennio». Stuart Andrews di Trusted Reviews ha bollato «Halo 3 come capitolo sembra sorprendentemente datato» rispetto al resto della collezione, in particolare Halo 2 e Halo 4.
Dopo l'annuncio dell'aggiunta di Halo: Reach alla MCC e l'annuncio dell'arrivo del gioco su Windows, la 343 Industries ricevette delle pizze dai fan in segno di ringraziamento. Brian Jarrard, community director di 343 Industries, alla fine supplicò i fan di smettere di inviare pizze, poiché il numero delle consegne stava diventando ingestibile.

## Riconoscimenti
Nel 2014, Halo MCC ha ricevuto una nomina al Game Award per la miglior operazione di restauro. Il premio è stato vinto dalla casa editrice Rockstar Games per GTA V.

### Esplicative
1. ↑  Ulteriori contributi sono stati resi da Saber Interactive, Certain Affinity, United Front Games e Blur Studio. Halo: Combat Evolved, Halo 2, Halo 3, Halo 3: ODST, e Halo: Reach erano stati originariamente sviluppati dalla Bungie. Ruffian Games e Splash Damage hanno fornito supporto per lo sviluppo della versione per Windows.
2. ↑  Componenti del giocatore singolo su Halo: Combat Evolved Anniversary e Halo 2: Anniversary.
3. ↑  Interfaccia utente del menù e personalizzazioni giocatore: (EN) Brendan
Lowry e Asher Madan, Halo: The Master Chief Collection PC development detailed, features FOV slider and uncapped frame rate, su windowscentral.com, 29 maggio 2019. URL consultato il 13 aprile 2022.
4. ↑  In alcune aree del mondo, per via del fuso orario fu immesso sul mercato il 16 novembre 2020, ovvero poche ore prima della data ufficiale: (EN) Brendan Lowry, Halo 4 on PC officially launches early, su Windows Central, 16 novembre 2020. URL consultato il 14 aprile 2022.

### Bibliografiche
1. 1 2 3 4 5 6 7  (EN) Michael McWhertor, Halo: The Master Chief Collection brings four Halo games to Xbox One Nov. 11, su Polygon, Vox Media, 9 giugno 2014.
2. 1 2 3 4 5 6 7  (EN) Dan Hsu, Understanding Halo: The Master Chief Collection (FAQ) — playlists, Forge, control schemes, and more, su VentureBeat, 10 giugno 2014. URL consultato il 13 aprile 2022.
3. ↑   Steam Halo è multipiattaforma con Xbox?, su bludigitale.it, 19 dicembre 2021. URL consultato il 13 aprile 2022.
4. ↑   Antonello Buzzi, Halo The Master Chief Collection, in arrivo il supporto cross-play, su spaziogames.it, 2 agosto 2020. URL consultato il 13 aprile 2022.
5. 1 2   Paolo Sirio, Microsoft annuncia Halo 5: Guardians per Xbox One, su Eurogamer, 16 maggio 2014. URL consultato il 13 aprile 2022.
6. ↑  (EN) Ryan McCaffrey, How Bonnie Ross Is Shaping the Future of Halo - IGN Unfiltered #39, su IGN, Ziff Davis, 26 febbraio 2019. URL consultato il 13 aprile 2022.
7. ↑  (EN) UFG/Microsoft: Halo: The Master Chief Collection, su United Front Games, 9 giugno 2014. URL consultato il 13 aprile 2022 (archiviato dall'url originale il 3 aprile 2016).
8. ↑  (EN) Ryan McCaffrey, E3 2014: Halo: The Master Chief Collection's Origin Revealed, su IGN, Ziff Davis, 10 giugno 2014. URL consultato il 13 aprile 2022.
9. 1 2 3 4 5  (EN) Brian Albert, The Horse You Rode In On (A Halo: The Master Chief Collection Story, su IGN, Ziff Davis, 7 ottobre 2014. URL consultato il 13 aprile 2022.
10. ↑  (EN) Reece Armstrong, Halo: The Master Chief Collection UK release moved up, su gamegrin.com, 21 ottobre 2014. URL consultato il 13 aprile 2022.
11. ↑  (EN) John Linneman, What works - and what doesn't - in Halo: The Master Chief Collection, su Eurogamer, 11 novembre 2014. URL consultato il 14 aprile 2022.
12. ↑   Patrizio Coccia, Il porting di Halo: The Master Chief Collection su PC è talmente complesso che Microsoft da sola non basta, su Eurogamer, 13 marzo 2019. URL consultato il 14 aprile 2022.
13. 1 2   Davide Leoni, L'applicazione Halo Channel è ora disponibile per iOS e Android, su Eurogamer, 9 luglio 2015.
14. 1 2 3 4 5 6 7 8 9 10 11 12 13 14  (EN) Remaking the Legend - Halo 2: Anniversary, su YouTube. URL consultato il 14 aprile 2022.
15. ↑  (EN) Halo: Anniversary, su The Sequence Group. URL consultato il 14 aprile 2022 (archiviato dall'url originale il 23 novembre 2012).
16. ↑  (EN) Mo-cap on a budget: Halo 4 'Terminals', su Fxguide, 21 febbraio 2013. URL consultato il 14 aprile 2022.
17. 1 2   The Halo 2: Anniversary Original Soundtrack Launches Day-and-Date with Halo: The Master Chief Collection on Nov. 11, su news.xbox.com, 7 novembre 2014. URL consultato il 14 aprile 2022.
18. ↑   Matteo Tabai, Halo: The Master Chief Collection uscirà l'11 novembre, su Eurogamer, 9 giugno 20. URL consultato il 14 aprile 2022.
19. ↑   Enrico Andreuccetti, Halo: The Master Chief Collection – Trailer dal secondo capitolo, su gamesoul.it. URL consultato il 15 aprile 2022.
20. ↑  (EN) Halo: The Master Chief Collection "Hunter and the Hunted", su Digital Domain. URL consultato il 14 aprile 2022 (archiviato dall'url originale l'8 aprile 2015).
21. ↑  (EN) Halo 3 "Starry Night", su Digital Domain. URL consultato il 14 aprile 2022.
22. ↑  (EN) HALO 4 "Awakening", su Digital Domain. URL consultato il 14 aprile 2022.
23. ↑  (EN) Halo The Master Chief Collection, su YouTube, 9 giugno 2014. URL consultato il 14 aprile 2022.
24. ↑  (EN) Halo: The Master Chief Collection Terminal Trailer, su YouTube, 5 luglio 2014. URL consultato il 14 aprile 2022.
25. ↑  (EN) Halo 2 Anniversary Cinematic Launch Trailer [Official], su YouTube, 29 ottobre 2014. URL consultato il 14 aprile 2022.
26. ↑  (EN) Halo: The Master Chief Collection Launch Launch Trailer, su YouTube, 5 novembre 2014. URL consultato il 14 aprile 2022.
27. ↑   Enrico Montalto, Il documentario per il remaking di Halo 2 arriva il 31 ottobre, su mondoxbox.com, 26 ottobre 2014. URL consultato il 14 aprile 2022.
28. ↑   Ricardo C. Esteves, Halo: The Master Chief Collection Mjolnir Edition in esclusiva su GAME, su gamereactor.it, 6 agosto 2014. URL consultato il 14 aprile 2022.
29. ↑   Enrico Montalto, Un bundle di Xbox One bianca con Halo: The Master Chief Collection trapela dal Brasile, su mondoxbox.com, 9 ottobre 2014. URL consultato il 14 aprile 2022.
30. ↑   Edy Bernardini, Halo: The Master Chief Collection, confermato il bundle con Xbox One nera, su Eurogamer, 9 marzo 2015. URL consultato il 14 aprile 2022.
31. 1 2   Giovanni Ferlazzo, Halo: The Master Chief Collection è ufficiale, lancio a novembre, su everyeye.it, 9 giugno 2014. URL consultato il 14 aprile 2022.
32. ↑   Domenico De Rosa, Sony promette di "alleggerire" le patch del day-one dei propri titoli, su gametimers.it, 26 febbraio 2015. URL consultato il 14 aprile 2022.
33. ↑   Offerta prenotazione Halo: The Master Chief Collection teschio Boom, su xbox.com. URL consultato il 14 aprile 2022.
34. ↑   Emanuele D'Ascanio, Aggiornamento al matchmaking di Halo: The Master Chief Collection, su gamelegends.it, 12 novembre 2014. URL consultato il 14 aprile 2022.
35. ↑   Alessandro Baravalle, Problemi per il matchmaking di Halo: The Master Chief Collection, su Eurogamer, 11 novembre 2014. URL consultato il 14 aprile 2022.
36. ↑   Alessandro Baravalle, 343 Industries si scusa per i problemi di Halo: The Master Chief Collection, su Eurogamer, 25 novembre 2014. URL consultato il 14 aprile 2022.
37. ↑   Halo 3: ODST arriva nella Master Chief Collection, su IGN, 31 maggio 2015. URL consultato il 14 aprile 2022.
38. 1 2   Davide Leoni, Halo 3 ODST disponibile ora per i possessori di Halo The Master Chief Collection, su everyeye.it, 30 maggio 2015. URL consultato il 14 aprile 2022.
39. ↑   Alessandro Baravalle, Le Spartan Ops disponibili in Halo: The Master Chief Collection, su Eurogamer, 23 dicembre 2014. URL consultato il 14 aprile 2022.
40. ↑   Davide Leoni, Halo: The Master Chief Collection: disponibile un nuovo aggiornamento, su everyeye.it, 8 gennaio 2015. URL consultato il 14 aprile 2022.
41. ↑   Lorenzo Antonelli, Sembra che la beta multiplayer di Halo 5: Guardians partirà in anticipo Anticipata al 9 dicembre?, su IGN, 21 novembre 2014. URL consultato il 14 aprile 2022.
42. ↑   Antonio Peluso, Halo: MCC Pro Series – Annunciata la serie di tornei settimanali online, su 17kgroup.it, 9 maggio 2020. URL consultato il 14 aprile 2022 (archiviato dall'url originale il 30 maggio 2020).
43. ↑   Matteo Tabai, 343 Industries annuncia la Halo Championship Series, su Eurogamer, 5 novembre 2014. URL consultato il 14 aprile 2022.
44. ↑   Halo MCC Insider, su xbox.com. URL consultato il 14 aprile 2022.
45. ↑   Antonio Peluso, Aggiornamento per Halo: The Master Chief Collection – Patch Notes, su 17kgroup.it, 27 agosto 2018. URL consultato il 14 aprile 2022 (archiviato dall'url originale il 14 aprile 2022).
46. ↑   Luciano Cofano, Halo: The Master Chief Collection si arricchirà del cross-play, su it.ign.com, 3 agosto 2020. URL consultato il 14 aprile 2022.
47. 1 2 3   Rosario Grasso, Halo 4 arriva su PC il prossimo 17 novembre, su Hardware Upgrade, 10 novembre 2020. URL consultato il 14 aprile 2022.
48. ↑   Andrea Di Carlo, Halo: The Master Chief Collection confermata ufficialmente su PC, su Eurogamer, 13 marzo 2019. URL consultato il 14 aprile 2022.
49. 1 2  (EN) Eddie Makuch, Bringing Halo: MCC To PC Is A "Monumental Undertaking", So Microsoft Is Getting Help, su GameSpot, 12 marzo 2019. URL consultato il 14 aprile 2022.
50. ↑  (EN) Alex Avard, 343 Industries flooded with pizza deliveries as fans react to Halo: The Master Chief Collection on PC, su GamesRadar+, 13 marzo 2019. URL consultato il 14 aprile 2022.
51. ↑   Cristina Bona, Halo The Master Chief Collection in numeri: l'arrivo su PC è un grande successo, su everyeye.it, 21 dicembre 2020. URL consultato il 14 aprile 2022.
52. ↑   Mario Cariati, Halo MCC: disponibile la stagione 8, l'ultima prima di Halo Infinite, su everyeye.it, 13 ottobre 2021. URL consultato il 14 aprile 2022.
53. ↑   Giampiero Ruggiero, Halo 2: Anniversary arriva su PC il 12 Maggio, su gamesource.it. URL consultato il 14 aprile 2022.
54. ↑   Gabriele Congiu, Halo 3 arriva su PC con la Master Chief Collection il 14 luglio, su hdblog.it, 7 luglio 2020. URL consultato il 14 aprile 2022.
55. ↑   Mario Landolfi Gentile, Halo: The Master Chief Collection su PC – Halo 3: ODST arriva il 22 settembre, su gametimers.it, 14 settembre 2020. URL consultato il 14 aprile 2022.
56. ↑   Giuseppe Fragola, Halo: The Master Chief Collection arriverà a novembre su Xbox Series X, su gamelegends.it, 20 ottobre 2020.
57. ↑  (EN) Hirun Cryer, Halo: The Master Chief Collection runs at 120FPS on Xbox Series X/S, su Gamesradar, 20 ottobre 2020. URL consultato il 14 aprile 2022.
58. ↑  (EN) Ali Jones, Halo: The Master Chief Collection next-gen upgrade lets Series X players match with Xbox One, su Gamesradar, 2 novembre 2020. URL consultato il 14 aprile 2022.
59. 1 2  (EN) Halo: The Master Chief Collection for Xbox One Reviews, su Metacritic, CBS Interactive. URL consultato il 14 aprile 2022.
60. ↑  (EN) Nathan Ditum, Halo: The Master Chief Collection review, su Eurogamer, Gamer Network, 12 ottobre 2014. URL consultato il 14 aprile 2022.
61. ↑  (EN) Kyle Hilliard, Halo: Master Chief Collection, su Game Informer, GameStop, 9 novembre 2014. URL consultato il 14 aprile 2022 (archiviato dall'url originale il 6 luglio 2020).
62. ↑  (EN) Chris Watters, Halo: The Master Chief Collection Review, su GameSpot, CBS Interactive, 15 novembre 2014. URL consultato il 14 aprile 2022.
63. ↑  (EN) Ryan Maccaffrey, Halo: The Master Chief Collection review, su IGN, Ziff Davis, 6 novembre 2014.
64. ↑  (EN) Ryan McCaffrey, Halo: The Master Chief Collection Review (2019) - IGN, su IGN, 13 dicembre 2019. URL consultato il 14 aprile 2022.
65. 1 2  (EN) Arthur Gies, Halo: The Master Chief Collection review: the library, su Polygon, Vox Media, 7 novembre 2014.
66. 1 2  (EN) Stuart Andrews, Halo: The Master Chief Collection Review, su trustedreviews.com, 7 novembre 2014. URL consultato il 14 aprile 2022.
67. ↑  (EN) Halo: The Master Chief Collection, su GameRankings, CBS Interactive.
68. ↑  (EN) Paul Tassi, 100 Days After Release, Continued Mourning For 'Halo: The Master Chief Collection', su Forbes, 20 febbraio 2015.
69. ↑   Davide Leoni, Halo The Master Chief Collection su PC: la community ringrazia 343 con centinaia di pizze!, su everyeye.it, 13 marzo 2019. URL consultato il 14 aprile 2022.
70. ↑  (EN) Narrare Brian, The Halo community is awesome, su mobile.twitter.com, 13 marzo 2019. URL consultato il 14 aprile 2022.
71. ↑   Halo: The Master Chief Collection, su IMDb. URL consultato il 14 aprile 2022.